# 星野英紀
星野 英紀（ほしの えいき、1943年 -　）は、日本の宗教学者、大正大学名誉教授。専門は宗教社会学・宗教人類学。

## 来歴
東京生まれ。1965年大正大学文学部卒、1973年同大学院博士課程満期退学。シカゴ大学大学院で宗教学を学び、大正大学文学部専任講師、助教授、教授。2000年「四国遍路の宗教学的研究 その構造と近現代の展開を中心にして」で大正大学　博士（文学）。大正大学学長、2014年定年退任、名誉教授。前日本宗教学会会長。
2007年国際宗教研究所理事長。中野区無形文化財 鷺宮囃子保存会会長。2019年、瑞宝中綬章受章。

## 著書
- 『巡礼 聖と俗の現象学』講談社現代新書 1981
- 『四国遍路の宗教学的研究 その構造と近現代の展開』法藏館 2001

### 共編・監修
- 『宗教学事典』池上良正,氣多雅子,島薗進,鶴岡賀雄共編 丸善 2010
- 『大正大学回顧と展望』編 大正大学まんだらライブラリー 2010
- 『四国遍路 さまざまな祈りの世界』浅川泰宏共著 吉川弘文館 歴史文化ライブラリー 2011 ISBN　9784642057189、オンデマンド版 2021 ISBN　9784642757188
- 『図説地図とあらすじでわかる!弘法大師と四国遍路』監修 青春新書 インテリジェンス　2011
- 『聖地巡礼ツーリズム』山中弘,岡本亮輔共編 弘文堂 2012

翻訳
- ジョージ・タナベ『日本仏教の再生』鳥井由紀子共訳 佼成出版社 仏教文化選書 1990

## 論文
- Cinii